# Советский район (Москва)
Сове́тский райо́н — бывший район в Москве. Общая площадь района по состоянию на 1980 год составляла 3662 гектара. Площадь лесмассива 1700 гектар, воды 38 гектар. Количество людей в районе на 1978 год насчитывает 390 тысяч.

## Дороги и здания района
Главные дороги:
- Варшавское шоссе,
- улицы Чертановская и Кировоградская.
- Сумской проезд

Общественные здания:
- Здание райисполкома и РК КПСС находилось по адресу: Варшавское шоссе, дом 116[1].

## История
Советский район впервые сформирован 14 апреля 1936 года. Территория района включала в себя самый центр города Москвы (примыкала к Кремлю). В ходе неоднократного изменения административно-территориального деления города Москвы, проводимых в период 1954—1960 гг., район был упразднён.
Повторно район образован в 1969 году, но на совершенно иных территориях, которые в настоящее время входят в Южный административный округ города Москвы.
В 1978 году площадь жилфонда 4028 тысяч м², в местности располагалось 26 рабочих производств: Камвольно-прядильная фабрика имени Калинина, Хлопчатобумажная фабрика имени Фрунзе, Медеплавильный и медеэлектролизный завод, «Мосавтотехобслуживание»; 24 научно исследовательских института, проектных организаций и КБ: НИИ лёгкого и текстильного машиностроения, институт Оргэнергострой, НИИ технологии и организации производства; 48 школ, 114 дошкольных образований, 2 больницы, 15 поликлиник, 100 продуктовых и 45 промышленных магазина, 114 точек общепита, культурно-просветительские организации, среди которых 3 кинотеатра, 11 ДК, 90 библиотек, 7 детских и 13 массовых.
В 1977 году район был расширен.
Территория района находилась на юге Москвы, в пределах от Загородного шоссе до МКАД
В 1991 году район был упразднён в связи с переходом города Москвы на новое административное деление (административные округа́).